# Pachynolophus
Pachynolophus es un género extinto de mamíferos perisodáctilos, posiblemente perteneciente a la familia Palaeotheriidae. Vivieron en el Eoceno inferior y superior (hace unos 52-35 millones de años) y sus restos fósiles se han encontrado en Europa. 

## Descripción
Este animal era de tamaño pequeño, por lo general no superaba los 50 centímetros de altura y es posible que tal vez haya sido muy similar a otros perisodáctilos arcaicos como Hallensia y Propachynolophus. Probablemente el aspecto de estos animales debía recordar al de los actuales duikers, pequeños antílopes de perfil vagamente arqueado, aunque la constitución debía ser más robusta. Las características craneales y dentales de Pachynolophus eran bastante primitivas y se parecían a las de otros perisodáctilos arcaicos como Hallensia y Propachynolophus. Pachynolophus carecía del progreso preglenoideo característico de los paleotéridos posteriores, y sus agujeros orbitales aún no estaban posicionados de la manera característica de los équidos. Pachynolophus, sin embargo, poseía algunas características derivadas, como surcos profundos que albergan los ligamentos cruzados, un tubérculo aductor distinto en el fémur distal y una faceta sustentacular en forma de J en el astrágalo. Otras características recuerdan a los ceratomorfos, como la fosa glenoidea; la parte superior del fémur, en cambio, recuerda a la de los calicoterios y los lofiodóntidos. La dentición de Pachynolophus era braquiodonte, con dientes de corona baja.

## Clasificación
El género Pachynolophus fue descrito por primera vez por Pomel en 1847, basado en fósiles encontrados cerca de París y Nanterre en Francia. La especie tipo es P. duvali. Se han asignado muchas otras especies al género, todas de diferentes partes del Eoceno europeo.

### Especies
El género Pachynolophus incluye las siguientes especies:
- P. duvali
- P. eulaliensis
- P. boixedatensis
- P. ruscassierensis
- P. livinierensis
- P. cesserasicus
- P. lavocati
- P. garimondi
- P. zambranensis[1]